# Gigantochloa robusta
Gigantochloa robusta là một loài thực vật có hoa trong họ Hòa thảo. Loài này được Kurz mô tả khoa học đầu tiên năm 1876.